# Krofdorf-Königsberger Forst
Der Krofdorf-Königsberger Forst ist ein in den mittelhessischen Landkreisen Gießen und Lahn-Dill-Kreis, zu minimalen Anteilen auch Marburg-Biedenkopf gelegener Unter-Naturraum (320.05) des Gladenbacher Berglandes (Haupteinheit 320) im äußersten Osten des Rheinischen Schiefergebirges.
Der Naturraum beinhaltet im Osten das große zusammenhängende Waldgebiet des Krofdorfer Forstes. Höchste und bekannteste Erhebung ist unmittelbar westlich dieses Forstes der 498 m hohe Dünsberg.

## Lage und Grenzen
Folgendermaßen wird der Krofdorf-Königsberger Forst, im Uhrzeigersinn, begrenzt:
Im östlichen Norden ist der Krumbach, ab dessen Mündung in die Vers dann Mittel- und Unterlauf der Vers Grenzfluss, bis diese in die Salzböde mündet.
Südöstlich dieser Mündung reicht der Forst nordöstlich knapp über den Unterlauf der Salzböde, die den Nordosten in südwestliche Richtungen durchfließt, hinaus bis nach Fronhausen.
West- und Südgrenze bildet die Gießener Lahntalsenke flussabwärts der Lahn und, ab Wetzlar, flussaufwärts der Dill bis zur Mündung der Lemp. Ab jener Mündung ist die Lemp flussaufwärts bis Oberlemp Westgrenze zur Hörre.
Im Mittleren Norden ist die südliche Wasserscheide des Dill-Nebenflusses Aar ungefähre Nordgrenze, wobei allerdings die Quellgebiete einiger Aar-Zuflüsse noch knapp im Krofdorf-Königsberger Forst liegen.

## Orte
Orte im Inneren des Krofdorf-Königsberger Forstes sind (von Westen nach Osten) Ehringshausen-Breitenbach, Aßlar-Bechlingen, Wetzlar-Blasbach, Hohenahr-Hohensolms (im äußersten Norden) und die durch das Massiv des Dünsbergs deutlich voneinander getrennten Biebertaler Ortsteile Königsberg und Fellingshausen.
Der das östliche Drittel einnehmende Krofdorfer Forst nordöstlich Fellingshausens ist demgegenüber praktisch unbesiedelt.

## Flüsse
Die folgenden Flüsse entspringen im Krofdorf-Königsberger Forst (eingeklammerte Flüsse und Orte durchfließen den Naturraum nur als Grenzfluss oder liegen marginal; doppelt eingeklammerte Flüsse und Orte befinden sich in einiger Entfernung):
| Name                    | Vor- fluter  | Länge [km] | Einzugs- gebiet [km²] | Ab- fluss [l/s] | Mündungs- höhe [m. ü. NN] | Orte (flussabwärts)                  | DGKZ      |
| ----------------------- | ------------ | ---------- | --------------------- | --------------- | ------------------------- | ------------------------------------ | --------- |
| ((Lahn))                | Rhein (r)    | 254,6      | 5924,53               | 54000           | 61                        | ((Lollar, Gießen, Wetzlar))          | 2-58      |
| (Salzböde)              | Lahn (r)     | 8,4        | 137,85                | 1322            | 164                       | (Salzböden)                          | 258-34    |
| (Vers)                  | Salzböde (r) | 8,4        | 42,55                 |                 | 188                       | (Kirchvers, Reimershausen)           | 25834-8   |
| Krumbach                | Vers (r)     | 4,6        | 6,22                  |                 | 210                       | (Krumbach)                           | 258348-4  |
| Wißmarbach              | Lahn (r)     | 6,2        | 10,37                 | 53              | 161                       | (Wißmar)                             | 258-372   |
| Gleibach                | Lahn (r)     | 7,7        | 7,48                  |                 | 159                       | (Krofdorf)                           | 258-376   |
| Fohnbach (Kropbach)     | Lahn (r)     | 12,0       | 13,95                 | 85              | 156                       | (Krofdorf)                           | 258-392   |
| Hammersbach             | Fohnbach (r) | 3,3        | 2,21                  |                 | 197                       | (Vetzberg)                           | 258392-2  |
| Dünsbergbach            | Bieber (l)   | 4,6        | 7,66                  |                 | 230                       |                                      | 258394-2  |
| Bieber                  | Lahn (r)     | 13,5       | 34,68                 | 217             | 155                       | Königsberg (, Rodheim-Bieber)        | 258-394   |
| Schwalbenbach (Atzbach) | Lahn (r)     | 9,5        | 12,77                 | 76              | 152                       |                                      | 258-398   |
| Blasbach                | Dill (l)     | 7,7        | 15,56                 | 118             | 152                       | Blasbach                             | 2584-98   |
| Grenzbach               | Blasbach (r) | 4,3        | 5,18                  |                 | 202                       |                                      | 258498-2  |
| Bornbach                | Dill (l)     | 6,3        | 6,20                  |                 | 160                       |                                      | 2584-9712 |
| Bechlinger Bach         | Dill (l)     | 6,5        | 9,87                  | 81              | 163                       | Bechlingen                           | 2584-96   |
| Breitenbach             | Lemp (l)     | 3,3        | 4,65                  |                 | 201                       | Breitenbach                          | 258492-6  |
| Lemp                    | Dill (l)     | 11,7       | 34,97                 | 274             | 170                       | (Oberlemp, Niederlemp, Kölschhausen) | 2584-92   |
| Dill                    | Lahn (r)     | 55,0       | 717,70                | 9514            | 147                       | (Ehringshausen, Aßlar)               | 258-4     |

## Berge

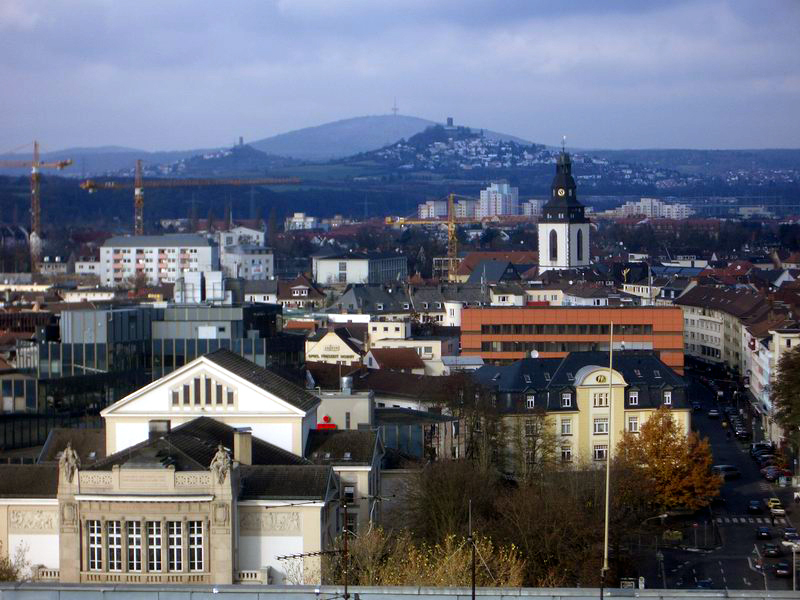
Blick von Gießen vorbei an den Burgen Vetzberg (links) und Gleiberg (rechts) zum 498 m hohen Dünsberg

Die folgenden Berge gehören zum Krofdorf-Königsberger Forst oder grenzen unmittelbar an (Höhen je über NN):
- Dünsberg (498 m;östlich des Zentrums, Fernseh- und Aussichtsturm)
- Altenberg (442 m; westlich des Zentrums, Aussichtsturm)
- Ramsberg (440 m; zentraler Norden, Burg Hohensolms)
- Adlerhorst (435 m; Westen, südöstlich von Oberlemp)
- Hirschkopf (389 m, westlich des Zentrums, nordwestlich von Blasbach)
- Krofdorfer Forst – Zentrum (357 m; Osten)
- Königsstuhl (348 m; zentraler Süden)
- Vetzberg (310 m; südöstlich minimal außerhalb, Burg Vetzberg)
- Gleiberg  (308 m; südöstlich außerhalb, Burg Gleiberg)